# 希斯海姆
希斯海姆是德国莱茵兰-普法尔茨州的一个市镇。总面积1.43平方公里，总人口260人，其中男性127人，女性133人（2011年12月31日），人口密度182人/平方公里。